# 니드 포 스피드: 프로스트리트
《니드 포 스피드: 프로스트리트》(Need for Speed: ProStreet)은 일렉트로닉 아츠이 개발한 위, 닌텐도 DS, 플레이스테이션 3, 플레이스테이션 2, 엑스박스 360, PC 게임용 게임 소프트웨어이다. 이전작은 니드 포 스피드: 카본이고, 후속작은 니드 포 스피드: 언더커버이다. 그 외의 후속작 니드 포 스피드: 언더커버에서는 한글화가 지원되지 않는다.

## 평가
| 평론 점수 평론사 점수 DS PC PS2 PS3 PSP Wii 엑스박스 360 1UP.com B+ A- C+ A- 유로게이머 5/10 5/10 게임스팟 6.5/10 6.5/10 7/10 4/10 6.5/10 7/10 게임트레일러스 7.7/10 7.7/10 7.7/10 IGN 7.9/10 6.9/10 6.2/10 6.8/10 5/10 6.2/10 6.8/10 통합 점수 게임랭킹스 74.83% [ 3 ] 69.12% [ 4 ] 60.64% [ 5 ] 72.87% [ 6 ] 60.38% [ 7 ] 64.18% [ 8 ] 72.17% [ 9 ] 메타크리틱 74/100 70/100 62/100 73/100 57/100 61/100 72/100 |        |        |        |        |        |        |              |
| 평론 점수 |        |        |        |        |        |        |              |
| 평론사 | 점수   | 점수   | 점수   | 점수   | 점수   | 점수   | 점수         |
| 평론사 | DS     | PC     | PS2    | PS3    | PSP    | Wii    | 엑스박스 360 |
| 1UP.com |        | B+     |        | A-     | C+     |        | A-           |
| 유로게이머 |        |        |        | 5/10   |        |        | 5/10         |
| 게임스팟 |        | 6.5/10 | 6.5/10 | 7/10   | 4/10   | 6.5/10 | 7/10         |
| 게임트레일러스 |        | 7.7/10 |        | 7.7/10 |        |        | 7.7/10       |
| IGN | 7.9/10 | 6.9/10 | 6.2/10 | 6.8/10 | 5/10   | 6.2/10 | 6.8/10       |
| 통합 점수 |        |        |        |        |        |        |              |
| 게임랭킹스 | 74.83% | 69.12% | 60.64% | 72.87% | 60.38% | 64.18% | 72.17%       |
| 메타크리틱 | 74/100 | 70/100 | 62/100 | 73/100 | 57/100 | 61/100 | 72/100       |

## 같이 보기
- 니드 포 스피드